# Тебача-Наре 196A
Тебача-Наре 196A (англ. Tthebacha Náre 196A) — індіанська резервація в Канаді, у провінції Альберта, у межах спеціалізованого муніципалітету Вуд-Баффало.

## Населення
За даними перепису 2016 року, індіанська резервація нараховувала 28 осіб, показавши зростання на %, порівняно з 2011 роком. Середня густина населення становила 11,4 осіб/км².

## Клімат
Середня річна температура становить −2,3 °C, середня максимальна — 20,4 °C, а середня мінімальна — −29,9 °C. Середня річна кількість опадів — 364 мм.
| Клімат поселення                              | Клімат поселення | Клімат поселення | Клімат поселення | Клімат поселення | Клімат поселення | Клімат поселення | Клімат поселення | Клімат поселення | Клімат поселення | Клімат поселення | Клімат поселення | Клімат поселення | Клімат поселення |
| Показник                                      | Січ.             | Лют.             | Бер.             | Квіт.            | Трав.            | Черв.            | Лип.             | Серп.            | Вер.             | Жовт.            | Лист.            | Груд.            |                  |
| Середній максимум, °C                         | −17,22           | −13,2            | −5,9             | 5,60             | 14,09            | 20,40            | 20,34            | 18,31            | 11,87            | 3,90             | −7,76            | −17              |                  |
| Середня температура, °C                       | −23,58           | −19,56           | −12,27           | −0,8             | 7,72             | 14,05            | 16,51            | 14,46            | 8,02             | 0,04             | −11,62           | −20,84           |                  |
| Середній мінімум, °C                          | −29,94           | −25,93           | −18,64           | −7,14            | 1,36             | 7,68             | 12,67            | 10,61            | 4,18             | −3,8             | −15,46           | −24,68           |                  |
| Норма опадів, мм                              | 18               | 14               | 12               | 14               | 30               | 49               | 57               | 55               | 42               | 30               | 24               | 19               |                  |
| Середньомісячна швидкість вітру, м/с          | 2.60             | 2.80             | 3.10             | 3.40             | 3.50             | 3.16             | 3.00             | 3.00             | 3.20             | 3.29             | 3.00             | 2.70             |                  |
| Середньомісячна сонячна радіація, кДж/м²·день | 1594             | 4540             | 10279            | 16773            | 20686            | 22083            | 20472            | 15827            | 9624             | 4501             | 1757             | 961              |                  |
| --------------------------------------------- | ---------------- | ---------------- | ---------------- | ---------------- | ---------------- | ---------------- | ---------------- | ---------------- | ---------------- | ---------------- | ---------------- | ---------------- | ---------------- |
| Джерело:                                      |                  |                  |                  |                  |                  |                  |                  |                  |                  |                  |                  |                  |                  |